# Cartouche (cartografie)

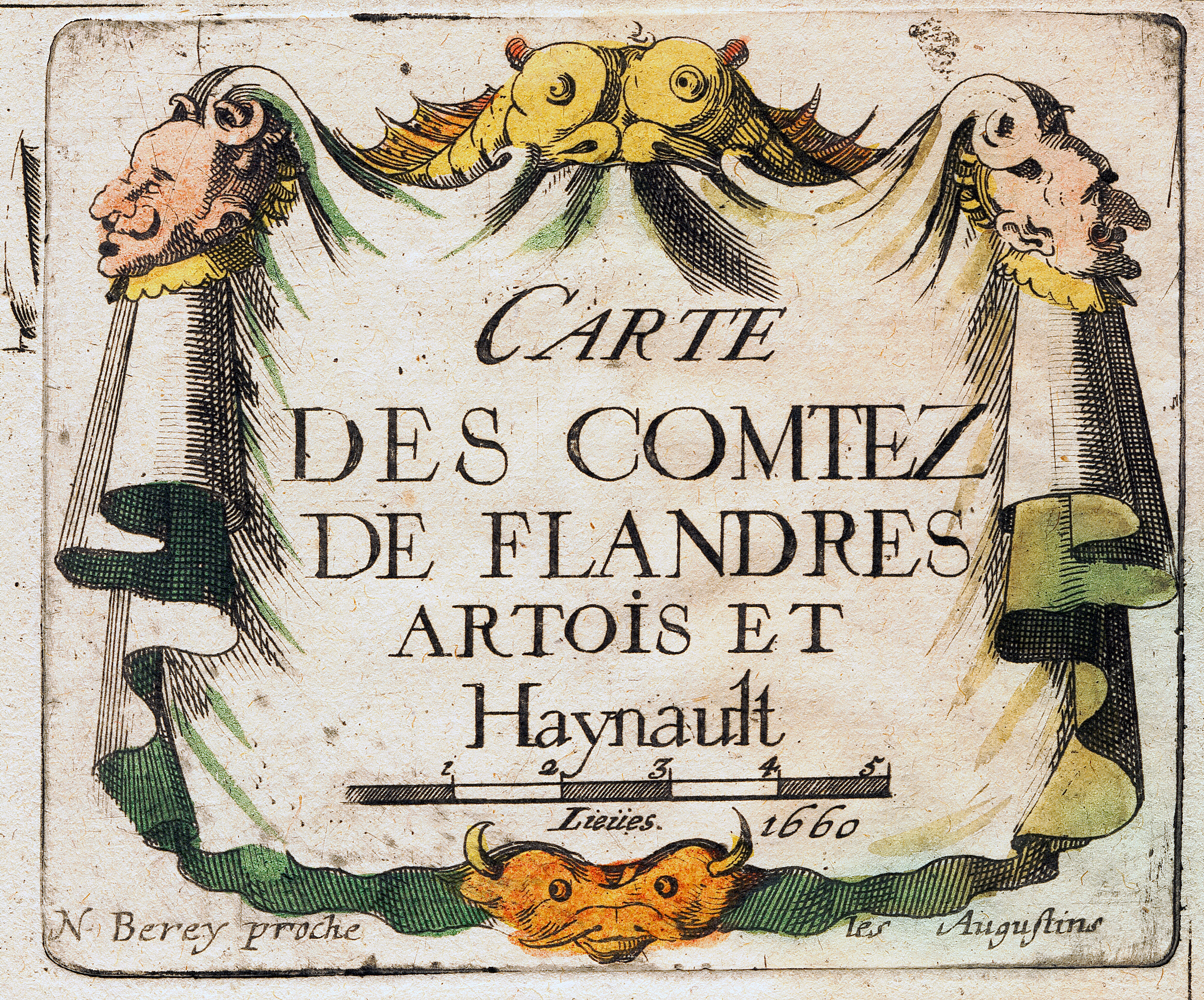
De cartouche op een gegraveerde kaart van Vlaanderen, Artesië en Henegouwen, uitgegeven in 1660 door de Parijse uitgever en kaartenhandelaar Nicolas Berey

In de cartografie is een cartouche een - al dan niet met versierselen omlijst - vlak op een landkaart of globe, waarin één of meer van de volgende gegevens vermeld staan: het onderwerp van de kaart, de naam van de maker (persoon of instantie), de plaats van uitgave, de datum, de schaal en andere technische gegevens. Op moderne kaarten is een cartouche zowel naar vorm als inhoud sober en zuiver zakelijk. Op oude kaarten kunnen cartouches uitgewerkt zijn tot kunstwerkjes op zich, met krullen, rolwerk en figuren. Daar kan er ook minder objectieve informatie in voorkomen, bijvoorbeeld een lovende tekst over de afgebeelde landstreek of over de opdrachtgever.